# Carpomys phaeurus
Carpomys phaeurus és una espècie de mamífer rosegador de la família dels múrids. És endèmic de l'illa de Luzon (Filipines), on viu a altituds d'entre 2.100 i 2.500 msnm. Es tracta d'un animal arborícola. El seu hàbitat natural són els boscos molsosos. És una espècie en risc mínim, és a dir, no sembla que hi hagi cap amenaça significativa per a la seva supervivència. El seu nom específic, phaeurus, significa ‘cua clara’ en llatí.